# Haplochromis igneopinnis
Haplochromis igneopinnis е вид лъчеперка от семейство Цихлиди (Cichlidae). Видът е застрашен от изчезване.

## Разпространение
Видът е ендемичен за езерото Виктория, Централна Африка.